# アームストロング・ホイットワース アーゴシー
アームストロング・ホイットワース 
アーゴシー
AW. 650 アーゴシー
- 用途：輸送機
- 製造者：アームストロング・ホイットワース（Armstrong Whitworth Aircraft）
- 初飛行：1959年1月8日
- 生産数：74機

アームストロング・ホイットワース アーゴシー（Armstrong Whitworth Argosy）は、第二次世界大戦後のイギリスの軍用輸送機・貨物機。アームストロング・ホイットワースが製造した最後の航空機である。
民間向けのAW.650と軍事向けのAW.660という2つの異なる型式名が与えられたが、双方共に「アーゴシー」という名で呼ばれた。また実質的に用途は民間も軍用も同じで、機体も基本的に同一設計であった。

## 開発
1955年、航空省は「運用要求323」（OR323）を発行した。内容は中距離輸送機の要求仕様であり、最大搭載量は11,340 kg (25,000 lb)が要求され、4,500 kg (10,000 lb)搭載時には3,700 km (2,000 nmi)の航続距離が必要とされた。これに応えてアームストロング・ホイットワース社は軍用向けに双発のAW.66を、潜在的な民間需要に対しては民間型のAW.65を設計した。1957年の防衛白書は軍事予算の不足を示していたが、アームストロング・ホイットワース社は機体を純民間市場向けに4発機として再設計した。

## 運用の歴史
英国空軍で運用されたアーゴシーは69名の兵員、又は48床の担架、又は13トン (29,000 lb)の貨物が搭載できた。これはFV603 サラセンかフェレットのような装甲車や、105 mm榴弾砲かウォンバット無反動砲のような火砲の軍事装備を運べることを意味していた。
最も早い配備は1962年で、中東の第105飛行隊、ベンソン空軍基地 (en)の第114と第267飛行隊であった。翌年には第215飛行隊がシンガポールのチャンギ空軍基地 (en) でアーゴシーを受領したが、同隊は1967年12月31日に解隊したので機材はキプロス島のアクロティリ空軍基地 (en) の第70飛行隊に送られた。第70飛行隊はアーゴシーを輸送任務に使用した最後の飛行隊で、1975年2月に同隊は機材をロッキード ハーキュリーズ輸送機に更新した。
アーゴシのE.1型は1968年から1978年まで第115飛行隊に配備されほぼ一貫してコッテスモア空軍基地 (en)に駐留していた。

## 派生型

### AW.650 アーゴシー（1959年）

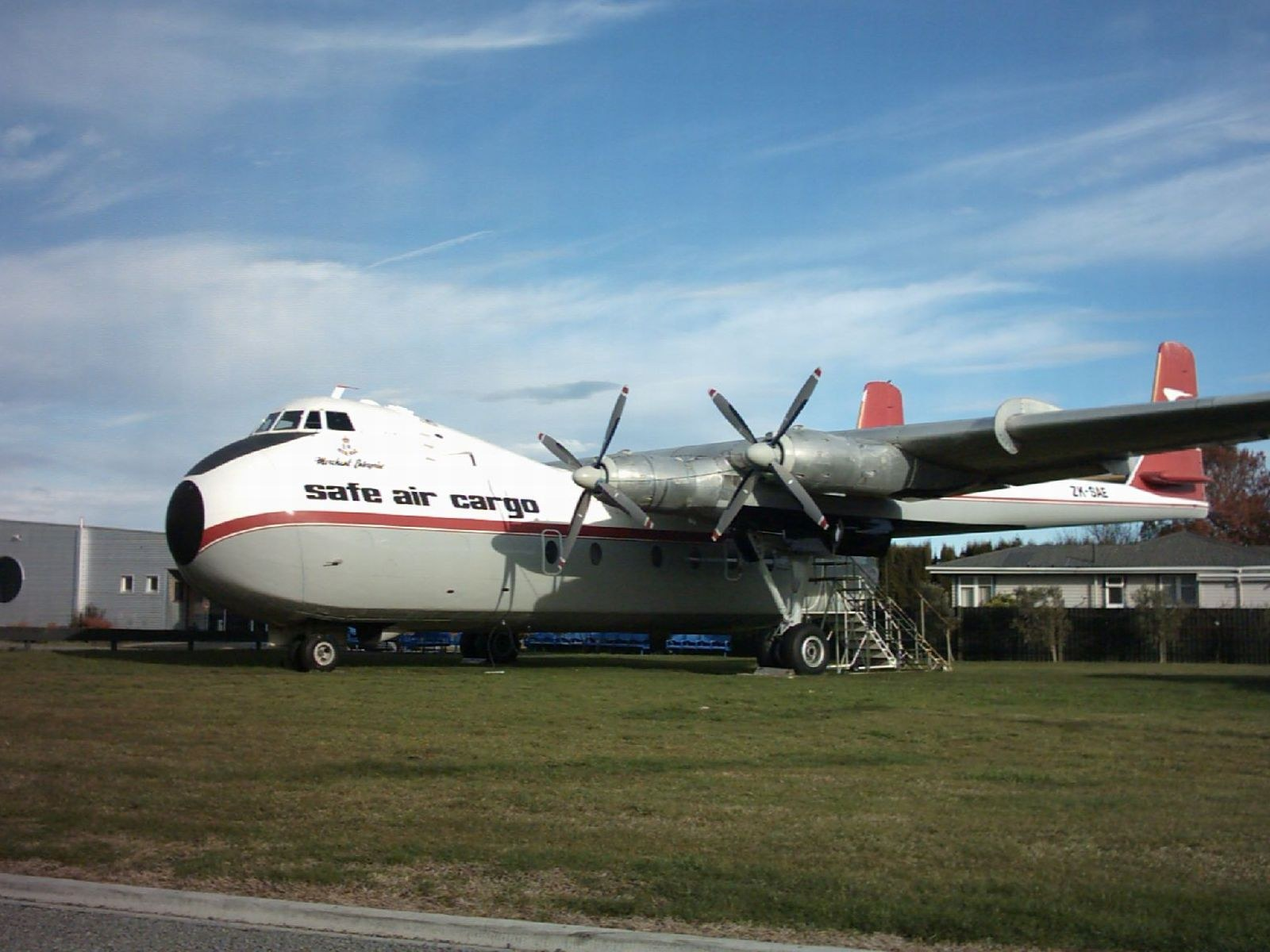
ニュージーランドのブレニムに展示されているアーゴシー ZK-SAE「マーチャント・エンタープライズ」号

アーゴシーは、高翼配置の4発汎用輸送機で民間事業者数社へ供給された。1959年1月8日に初飛行を行い、リドル航空（シリーズ 101）とブリティッシュ・ヨーロピアン航空 （102型と222型）向けに合計17機が製造された。
アーゴシーは、4基のロールス・ロイス ダート 526 ターボプロップ エンジンでロートル製 4枚ブレードのプロペラを駆動した。尾翼は内側のエンジンナセルから伸びる2本のブームの上に乗っており、胴体後部の貨物ドアに直接荷物の積み降ろしができるようになっていた。この通常とは異なる「ポッドとブーム」の構造により「さえずる手押し車」という愛称を付けられた。
アーゴシーの最大重量は44,000 kg (97,000 lb)でペイロードは12,700 kg （28,000 lb 又は 12.5ロングトン(Long ton)）であった。210ノット (390 km/h)の巡航速度で5550 km (3,000海里 又は 3,450 マイル)を飛行でき、65人を搭乗させることができた。後にニュージーランドのSAFE エアでチャタム諸島と本島の間で運用された2機には与圧式の「客室カプセル」が装備された。
10機の101型と102型、8機の200型が製造され、200型は搭載量が増やされたうえ、標準型の貨物パレットが使用できるように前後の貨物ドアが拡大されていた。200型は最大航続距離を伸ばすために軽量化された主翼とロールス・ロイス ダート 532/1 ターボプロップ エンジンを装着していた。
ニュージーランドでのアーゴシーの最後の飛行は1990年にSAFE エアにより行われ、この機体は現在ニュージーランドのブレニムに展示されている。

### AW.660 アーゴシー C Mk.1
軍用のアーゴシー C.1は兵員と物資輸送のための中距離輸送機を構想しており、ビッカース ヴァレッタ (en) の代替として設計された。660型は、設計の27カ月前に飛行した民間型のAW.650型を基にしていた。生産された軍用アーゴシーの初号機は1961年3月に初飛行を行った。軍用モデルは気象レーダーのレドームで前部貨物ドアを塞ぎ、後部貨物ドアはローディングランプを組み込んだ「クラムシェル（2枚貝）」型に変更していた。パラシュート兵が飛び出せるように左右にドアが付けられていた。元からの頑丈な首車輪式の降着装置のお陰で荒れた未舗装の滑走路でも運用できた。

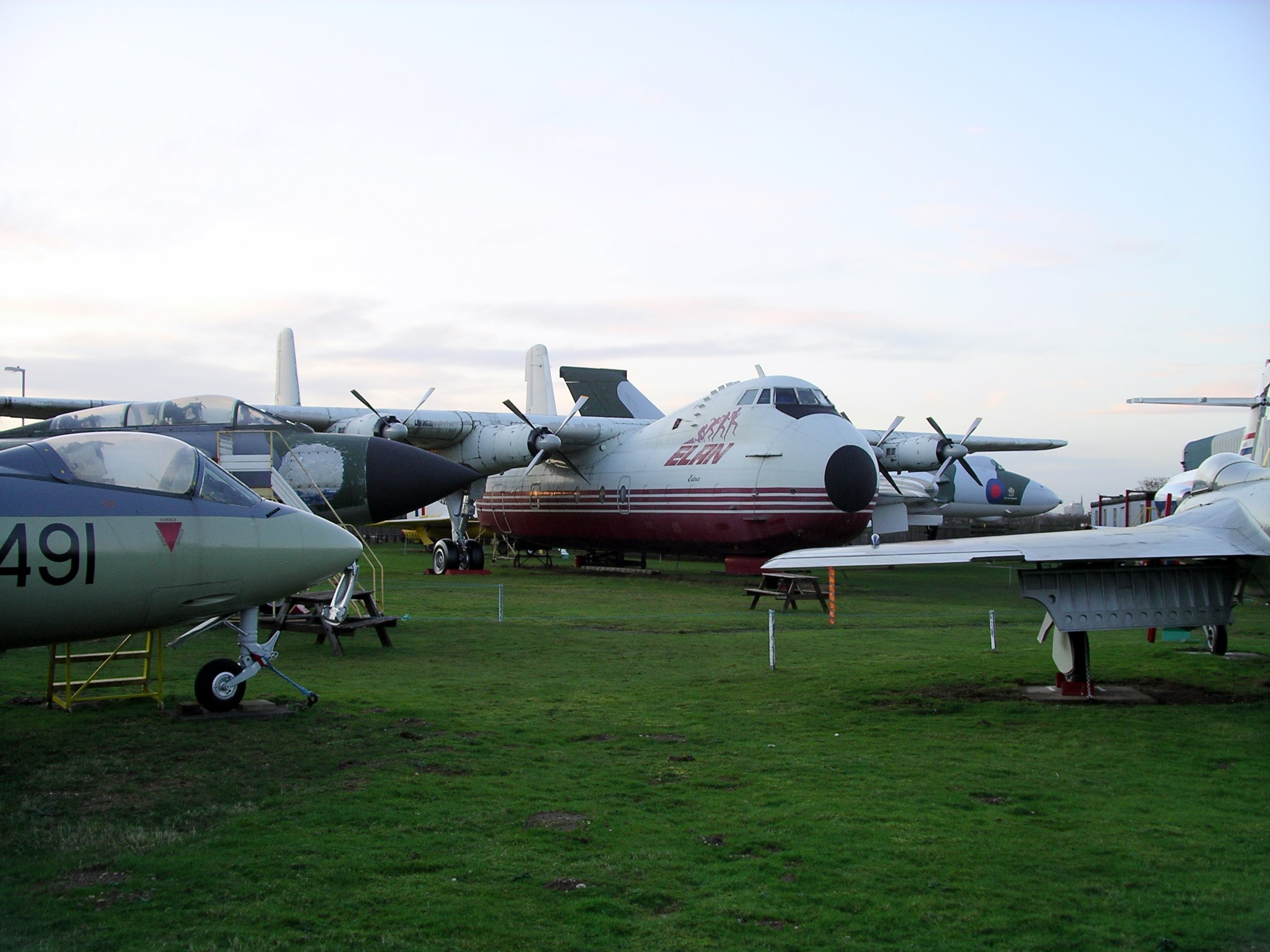
英国、バギントン（Baginton）近郊ミッドランド航空博物館のアームストロング・ホイットワース AW.650 アーゴシー（101型）

4基のロールス・ロイス ダート 101 ターボプロップ エンジンを装備した軍用のアーゴシーは民間用の101型の2倍の航続距離をもっていた。
合計56機が生産された英空軍向けのアーゴシーは6個飛行隊を編成した。うち3個が英国内に配備され、他にアデン、キプロス、極東に1個ずつ配備された。アーゴシーは経済的な観点から1975年に退役したが、これらの機体はスクラップにはされずに民間航空会社に売却された。

### ホーカー・シドレー アーゴシー E Mk.1
1963年にホーカー・シドレー社は傘下の各ブランド名を止め、自社の製品を「ホーカー・シドレー」名で統一することにした。英空軍の飛行点検機の要求に応じて1971年に9機のアーゴシー C.1がアーゴシー E.1へ改装された。これらの機体は第115飛行隊により運用され、1978年にホーカー・シドレー アンドーヴァーに改編されるまで、イギリスの飛行場で普通に見かけられた。

### ホーカー・シドレー アーゴシー T Mk.2
アーゴシー C.1が輸送任務から外された後で、数機が訓練軍団 (en) のために航法士の機上訓練機に改装されることが決まった。2機がアーゴシー T.2に改装されたが、この機は成功作とはならずに予算削減のためにプログラムはキャンセルされた。XP411（下参照）はこのうちの1機である。

## 運用

### 軍事運用
イギリス
- 英国空軍
  - 第70飛行隊 (キプロス島)
  - 第105飛行隊 (中東)
  - 第114飛行隊 (英国)
  - 第115飛行隊 (英国 アーゴシー E.1を使用)
  - 第215飛行隊 (シンガポール)
  - 第267飛行隊 (英国)
  - 第242業務転換部隊
  - 第6教育飛行隊

### 民間運用
オーストラリア
- IPEC航空

 カナダ
- トランスエア＝ミッドウエスト

 ガボン
- SOACO

 アイルランド
- Aer Turas

 ルクセンブルク
- ニットラー輸送航空

 ニュージーランド
- SAFE航空

 フィリピン
- フィリピン航空

 イギリス
- エアブリッジ・キャリアーズ
- ブリティッシュ・ヨーロピアン航空
- エラン貨物
- ロールス・ロイス
- サギットエア

 アメリカ合衆国
- キャピトル航空
- ダンカン航空
- リドル航空
- ユニバーサル航空
- ザントップ輸送航空

 ザイール
- オトラグレンジ・エアサービス

## 残存機
ニュージーランド
- ZK-SAE, 「マーチャント・エンタープライズ」号（ニュージーランドマールボロ地方ウッドバーン）

 イギリス
- G-APRL：ミッドランド航空博物館（ウェスト・ミッドランズ州コヴェントリー）[2]
- G-BEOZ：イースト・ミッドランズ空港航空公園（レスターシャー州キャッスル・ドニントン）
- XP411：英国空軍博物館に所蔵, シュロップシャー州コスフォード
- XN819の機首：ニューアーク航空博物館, ノッティンガムシャー州ニューアーク

 アメリカ合衆国
- XP447：W.J.フォックス将軍飛行場（カリフォルニア州ランカスター）
- N896U：ヤンキーヒル航空博物館（ミシガン州イプシランティ）

## 要目
（アーゴシー C Mk.1）
- 乗員：4名
- 搭載量：兵員69名まで、貨物13,150 kg (28,930 lb)
- 全長：27.18 m (45 ft 3 in)
- 全幅：35.05 m (115 ft 0 in)
- 全高：
- 翼面積：135.5 m² (1,458 ft²)
- 空虚重量：4,630 kg (10,200 lb)
- 最大離陸重量：46,700 kg (103,000 lb)
- エンジン：4 × ロールス・ロイス ダート RDa.8 Mk 101 ターボプロップ, 2,440 hp (1,820 kW)
- プロペラ：4 × ロートル 4枚ブレード
- 最大速度：433 km/h (269 mph, 234 kn)
- 巡航高度：5,500 m (18,000 ft)
- 航続距離：5,230 km (3,250 mi, 2,824 nmi)